# Hermann Niehoff
Hermann Niehoff (Papenburgo, 3 de abril de 1897-Riegsee, 5 de noviembre de 1980) fue un general alemán durante la II Guerra Mundial. En 1944, era teniente general y comandante del Heersgebeit Sudfrankreich (Grupo de Ejércitos del Sur de Francia) enfrentándose a la invasión de estadounidenses/franceses en el sur de Francia (Operación Dragoon). Desde el 2 de marzo de 1945, fue comandante de guarnición de la Fortaleza de Breslavia (Festung Breslau) durante la batalla de Breslavia, que rindió al 6.º Ejército soviético el 6 de mayo de 1945. Fue hecho prisionero por Rusia y condenado a muerte por crímenes de guerra, sin embargo más adelante fue indultado y condenado a 25 años de prisión. Regresó a Alemania a  finales de 1955.

## Condecoraciones
- Cruz de Hierro (1914) 2ª Clase (5 de agosto de 1916) & 1ª Clase (12 de junio de 1918)[2]
- Broche de la Cruz de Hierro (1939) 2ª Clase (26 de junio de 1940) & 1ª Clase (7 de julio de 1941)[2]
- Broche de la Lista de Honor (29 de septiembre de 1941)[2]
- Cruz Alemana en Oro el 6 de enero de 1942 como Oberstleutnant en el Infanterie-Regiment 464[3]
- Cruz de Caballero de la Cruz de Hierro con Hojas de Roble y Espadas
  - Cruz de Caballero el 15 de junio de 1944 como Generalleutnant y comandante de la 371. Infanterie-Division[4]
  - 764ª Hojas de Roble el 5 de marzo de 1945 como Generalleutnant y comandante de la 371. Infanterie-Division[4]

Niehoff fue nominado a las Espadas en 1945 como comandante de Breslavia. No hay evidencias de la condecoración en los Archivos Federales de Alemania. La Asociación de Condecorados con la Cruz de Caballero solo asume que las Espadas fueron concedidas. Según el testimonio de Niehoff fue nominado por el Gauleiter Karl Hanke.